# Amt Hohe Elbgeest
Het Amt Hohe Elbgeest is een samenwerkingsverband van 10 gemeenten en ligt in de Kreis Hertogdom Lauenburg in de Duitse deelstaat Sleeswijk-Holstein. Het Amt telt 20.518 inwoners. Het bestuurcentrum bevindt zich in Dassendorf. Tot 1995 heette het Amt Geesthacht-Land en was het bestuur gevestigd in Geesthacht.

## Deelnemende gemeenten
Het Amt bestaat uit de volgende gemeenten:
1. Aumühle
2. Börnsen
3. Dassendorf
4. Escheburg
5. Hamwarde
6. Hohenhorn
7. Kröppelshagen-Fahrendorf
8. Wiershop
9. Wohltorf
10. Worth

Bij het amt hoort ook het Sachsenwald, een gemeentevrij gebied.